# Lamia (ville)
Pour les articles homonymes, voir Lamia.
Lamía (en grec : Λαμία / Lamía) est une ville de Grèce, chef-lieu de la périphérie de Grèce-Centrale et du district régional de Phthiotide.

## Toponymie
Selon la mythologie grecque, le nom de la cité viendrait de Lamia, fille de Poséidon.

## Géographie
| Makrakomi | Stylida       | Stylida       |
| Makrakomi | Lamía         | Stylida       |
| Doride    | Kaména Voúrla | Kaména Voúrla |

Lamía se situe à 152 km de la capitale Athènes, et à 68 km de la grande ville la plus proche, Vólos. Elle est le chef-lieu Phthiotide, dans la région Grèce-Centrale.
La municipalité est issue de la fusion de cinq municipalités, lors de la réforme de 2011 : Gorgopotamos, Leianokladi, Lamia, Pávliani et Ypáti.

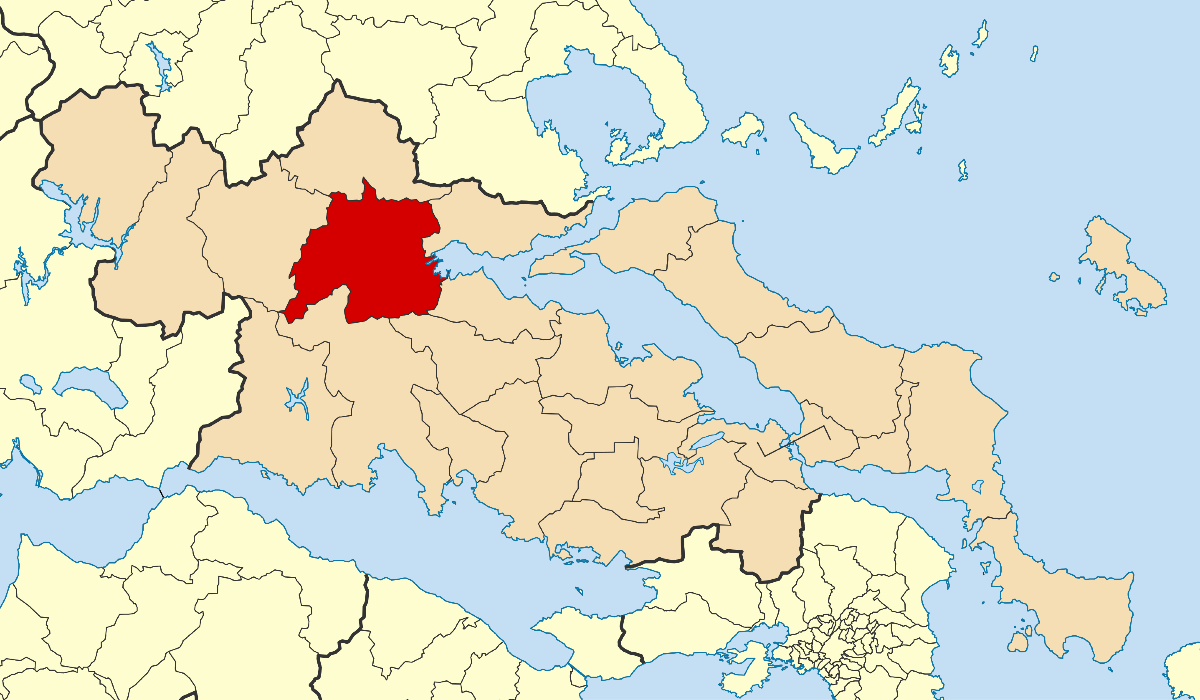
Dème de Lamía à la suite de la réforme Kallikratis (2010)

## Population
| 1981   | 1991   | 2001   | 2011   |
| ------ | ------ | ------ | ------ |
| 41 846 | 55 445 | 58 601 | 64 716 |

| 2021   | - | - | - |
| ------ | - | - | - |
| 58 289 | - | - | - |

## Transports

### Transport routier
Lamia est desservie par l'autoroute A1 (Le Pirée–Athènes–Lamía–Thessalonique–Évzoni), autoroute A3 (Lamía–Kardítsa–Grevená), la route nationale E01 (Athènes–Lamia–Thessalonique–Évzoni), la route nationale E03 (Éleusis–Thèbes–Lamia–Larissa–Níki), la route nationale EO27 (Ámfissa–Lamia) et la route nationale EO38 (Thérmo–Agrínio–Karpenísi–Lamia).

### Transport ferroviaire
La gare de Lamia (en) est sur la ligne de Leianokladi à Stylida (en).

## Histoire
Le site de Lamía fut peuplé dès le Ve millénaire av. J.-C., mais la ville n'est mentionnée qu'après le tremblement de terre de 424 av. J.-C., alors qu'elle était une importante base militaire de Sparte.
Durant la guerre lamiaque, le Diadoque Antipater, régent de Macédoine, s'y réfugia en 322 av. J.-C. dans sa lutte contre les Athéniens, en attendant les secours de Léonnatos et surtout des vétérans de Cratère.
C'est au cours du siège de Lamia, lors de l'hiver 323, que Léosthène, le stratège athénién, s’approche imprudemment des murs de la cité et est tué d'un jet de pierre.
La ville fit ensuite partie de la Ligue étolienne ; en 218/217 av. J.-C., elle honore dans un décret la poétesse Aristodama pour avoir donné des conférences célébrant le passé de la cité, et lui accorde le droit de cité.
Manius Acilius Glabrio prend la ville en 190 av. J.-C., qui est alors intégrée dans l'Empire romain. En se christianisant, celui-ci évolue en ce que nous appelons l'empire et la civilisation « byzantines ». Mais Lamía décline à cette époque, marquée par les invasions des Goths (IVe siècle), des Slaves (VIe siècle) et des Arabes (VIIIe siècle). Elle est alors mentionnée sous le nom de Zitoúni (Ζητούνι) : on trouve le nom de Zitoúnion (Ζητούνιον) dans les actes du quatrième concile de Constantinople de 869, puis sous différentes variantes : Zirtoúnion, Zitonion, Gipton, Situn (sous l'occupation franque), El Sito (sous la brève occupation catalane) et Izdin durant la période turque. L'origine de ce nom reste incertaine, et l'on a pu avancer une origine arabe (Zeitun, « olive »), ou slave (Sitonion « la terre au-dessus de la rivière »).
Après l'indépendance grecque, la ville (comme beaucoup d'autres toponymes) reprend son nom antique de Lamía et entame une croissance favorisée par l'arrivée du train, devenant le siège de la Nome de Phthiotide. Pendant l'Occupation, elle est d'abord la base d'une garnison italienne de 1941 à 1943, puis allemande en 1943 et 1944 ; le viaduc d'Asopos construit sur la commune est détruit lors de l'opération Washing) par l'officier britannique Edmund Charles Wolf Myers le 18 juin 1943.
Fin 1944, elle subit les combats de la Libération entre l'occupant et la Résistance, mais elle est relativement épargnée par la guerre civile (qui se déroule surtout dans la capitale et dans le nord de la Grèce). Sa croissance économique et en étendue s'accélère dans les années 1980-2008, puis, comme ailleurs en Grèce, est interrompue par la crise financière des années 2010, due à la dérégulation mondiale et aux endettements de la Grèce.

## Climat
La région dispose d'un climat méditerranéen, avec des étés chauds. La température moyenne y est de 16,7 °C. Et le fuseau horaire, est UTC+2, et UTC+3 en été.

## Personnalités
- Mimí Deníssi, actrice, y est née en 1953.
- Alékos Kondópoulos, peintre et écrivain, y est né en 1904.
- Aris Velouchiotis (1905–1945), dirigeant de l'armée populaire de libération nationale grecque
- Ilias Tsirimokos (1907–1968) politicien
- Dimitris Koutsoumpas (1955) politicien
- Niki Bakoyianni (1968) sportif

## Jumelages
La ville est jumelée avec :
| Ville | Ville    | Pays | Pays    |
| ----- | -------- | ---- | ------- |
|       | Chioggia |      | Italie  |
|       | Paphos   |      | Chypre  |
|       | Rzeszów  |      | Pologne |

## Patrimoine
- Le château du Ve siècle
- La place de la Liberté, avec son église du XVIIIIe siècle
- La place Athanásios Diákos
- Le musée archéologique de Lamia
- Le monastère Agathonos d'Ypatis, du XVe siècle av. J.-C.[7]

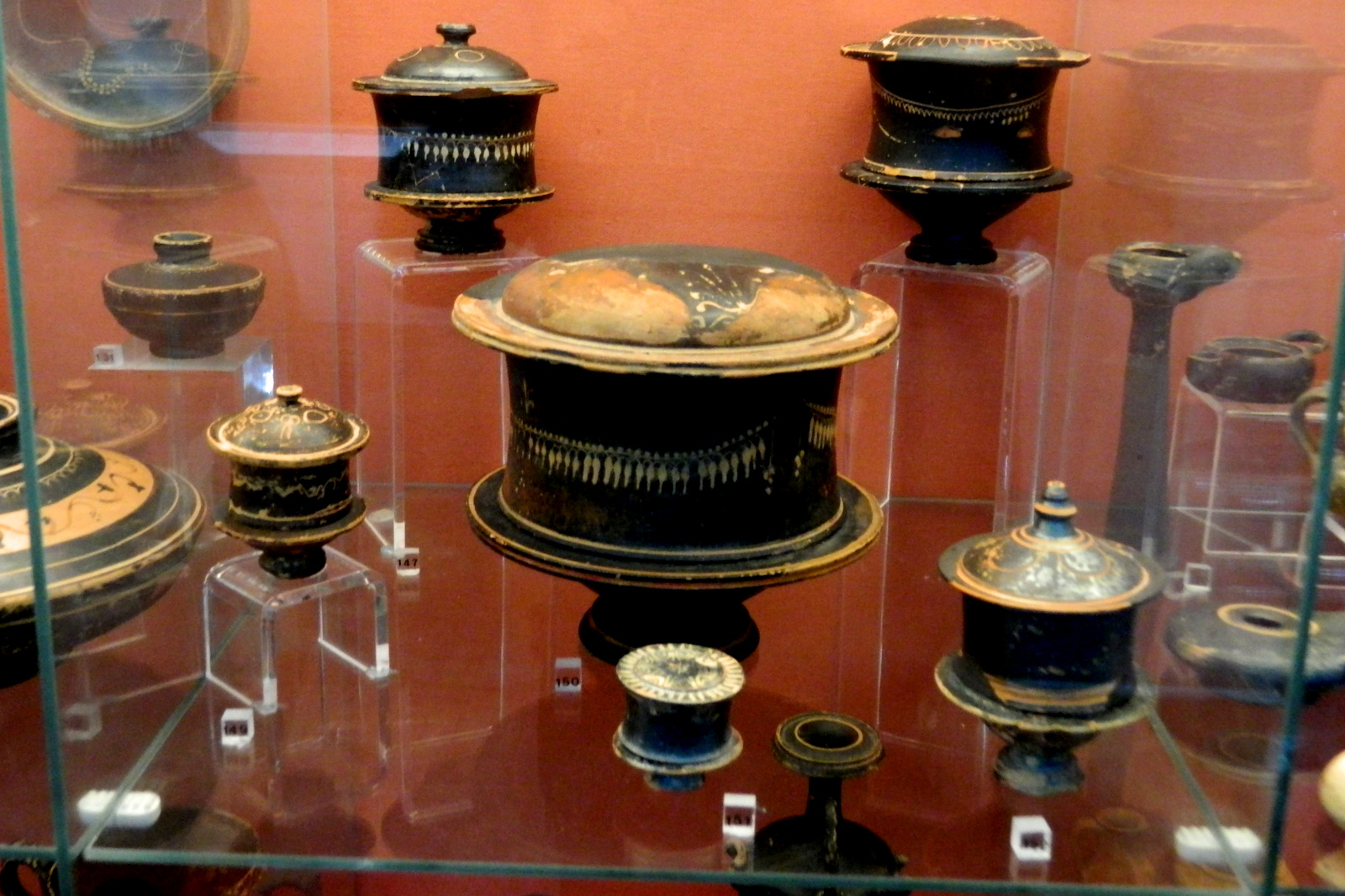
Exposition au musée archéologique de la ville.
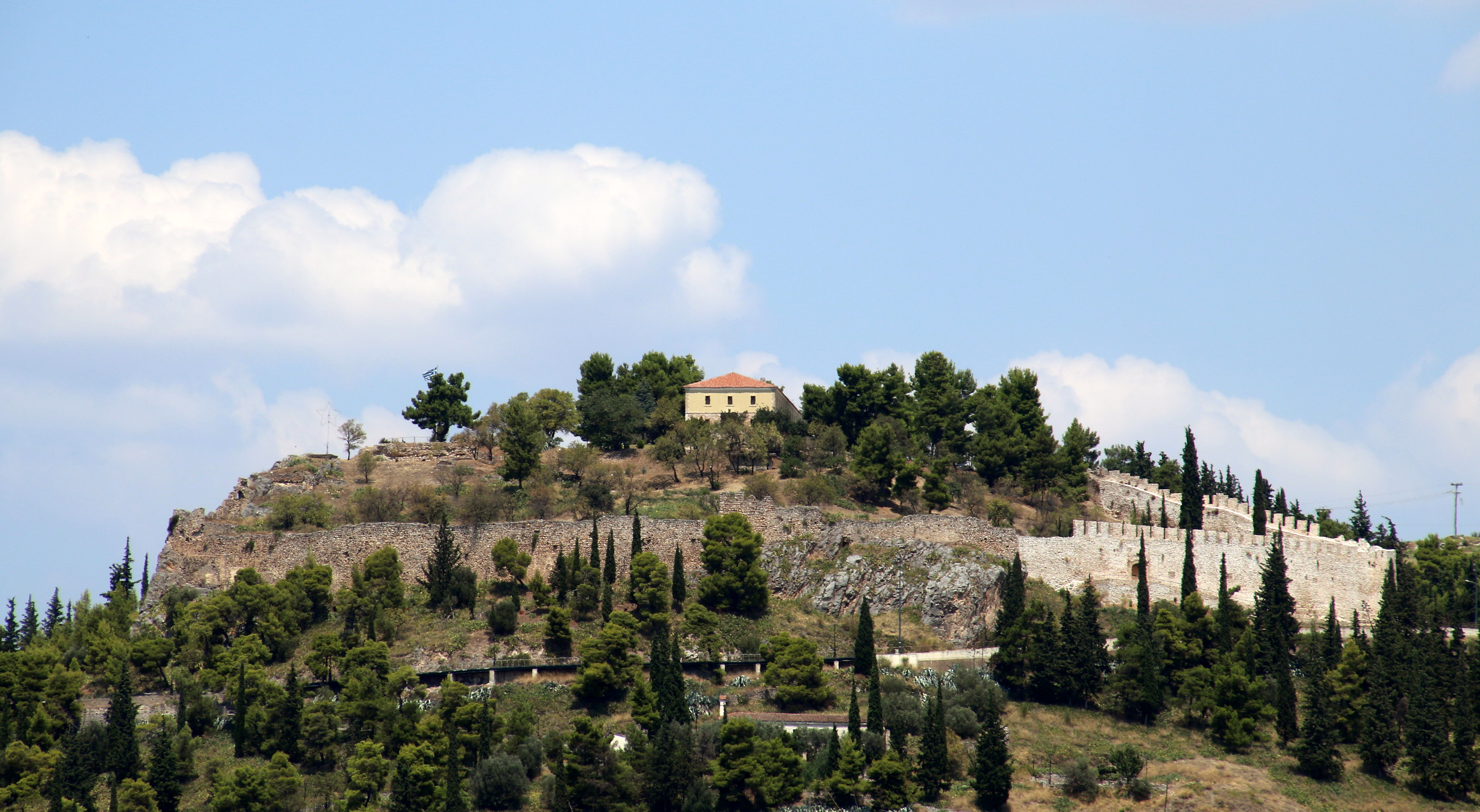
Vue du château, avec au centre un bâtiment appartenant au musée archéologique.